# Ceragenia bicornis
Ceragenia bicornis är en skalbaggsart som först beskrevs av Fabricius 1801. Ceragenia bicornis ingår i släktet Ceragenia och familjen långhorningar.
Artens utbredningsområde är:
- Guyana.
- Panama.
- Surinam.
- Venezuela.

Inga underarter finns listade.